# Dicrotendipes paradasylabidus
Dicrotendipes paradasylabidus är en tvåvingeart som beskrevs av Epler 1988. Dicrotendipes paradasylabidus ingår i släktet Dicrotendipes och familjen fjädermyggor. Inga underarter finns listade i Catalogue of Life.